# بيل غلاس
بيل غلاس (بالإنجليزية: Bill Glass)‏ هو لاعب كرة قدم أمريكية أمريكي، ولد في 16 أغسطس 1935 في تيكساركانا في الولايات المتحدة.

## وصلات خارجية
- بيل غلاس على موقع مرجع كرة القدم المحترفة.كوم (الإنجليزية)